# Walter St John (3e baronnet)
Walter St John, 3e baronnet (mai 1622 - 3 juillet 1708), de Lydiard Tregoze, Wiltshire, et de Battersea, est un député anglais.

## Biographie
Il est le sixième fils de John St John (1er baronnet) de Lydiate Tregoze et hérite du titre de baronnet à la mort de son neveu John St John, 2e baronnet (c. 1637-1657), le fils et héritier d'Oliver, le fils et héritier présomptif de John, 1er baronnet.
Il est député du Wiltshire (1656-1658 et 1659); pour Wootton Bassett (1660-1679); et encore pour le Wiltshire (1679-1681 et 1690-1695). Il est célèbre pour « la piété et les vertus morales ».
En 1700, il signe un acte de fiducie qui conduit à la formation d'une école qui devient plus tard la Sir Walter St John's School de Battersea .
Il meurt dans sa 87e année le 3 juillet 1708 et est enterré le 9 juillet à Battersea. À sa mort, le titre de baronnet passe à un petit-fils Henry St John qui est créé vicomte en 1716.

## Famille

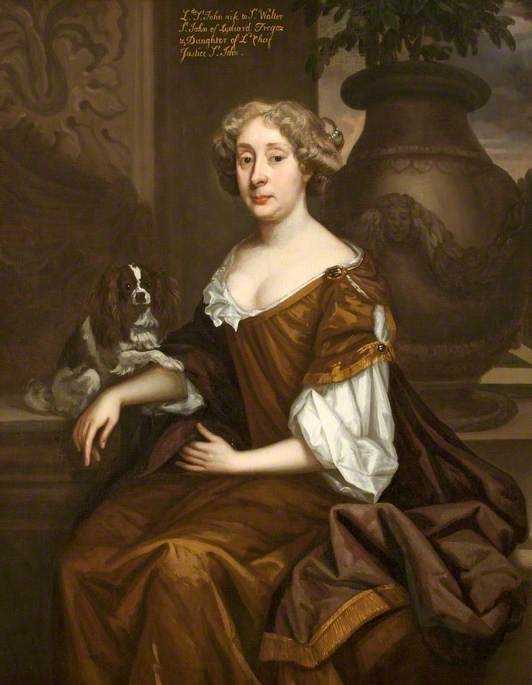
Walter St John a épousé Johanna St John (photo), avec qui il a treize enfants.

Il épouse, en 1651 ou avant, Johanna St John, une fille d'Oliver St John, du comté de Longthorpe Northampton, Lord Chief Justice of the Common Pleas (1648-1660) et sa première épouse Johanna, fille et héritière de James Altham. Johanna est décédée trois ans avant Walter. Ils ont treize enfants, mais sept d'entre eux n'ont pas survécu jusqu'à l'âge adulte. Sa fille, Anne St.John, épouse Thomas Cholmondeley, (deux fois député de Cheshire), (b. 1627).